# Hedwig-Dohm-Urkunde
Die Hedwig-Dohm-Urkunde ist eine Auszeichnung des Journalistinnenbundes. Mit ihr werden Frauen gewürdigt, die eine herausragende journalistische (Lebens-)Leistung aufweisen. Hinzu kommt frauenpolitisches Engagement im Sinne der Frauenrechtlerin und Publizistin Hedwig Dohm (1831–1919). Die Auszeichnung gibt es seit 1991, seit 1993 wird die Hedwig-Dohm-Urkunde jährlich verliehen. Sie ist undotiert.

## Ausgezeichnete
- 1991: Maria Frisé
- 1993: Marlies Menge
- 1994: Katja Worch, Fotojournalistin
- 1995: Kyra Stromberg
- 1996: Lore Walb
- 1997: Gisela Brackert
- 1998: Gerda Hollunder
- 1999: Inge von Bönninghausen
- 2000: Luc Jochimsen
- 2001: Martina I. Kischke
- 2002: Ute  Bromberger
- 2003: Marlies Hesse
- 2004: Susanne von Paczensky
- 2005: Ulrike Holler
- 2006: Gesine Strempel
- 2007: Wibke Bruhns
- 2008: Heike Mundzeck
- 2009: Erica Fischer
- 2010: Helga Kirchner
- 2011: Sibylle Plogstedt
- 2012: Magdalena Kemper
- 2013: Barbara Sichtermann
- 2014: Christina von Braun
- 2015: Herlinde Koelbl, Fotografin
- 2016: Dagmar Reim
- 2017: Bascha Mika[1]
- 2018: Mercedes Riederer
- 2019: Franziska Becker, Cartoonistin
- 2020: Petra Gerster
- 2021: Ulrike Helwerth
- 2022: Brigitte Fehrle
- 2023: Antonia Rados
- 2024: Regina Schmeken, Fotografin
- 2025: Sabine Zurmühl